# پایگاه نیروی هوایی دوور
پایگاه نیروی هوایی دوور (به انگلیسی: Dover Air Force Base) یک فرودگاه است . این فرودگاه در شهر دوور کشور ایالات متحده آمریکا قرار دارد .